# 片岡勝治
片岡 勝治（かたおか かつじ、1924年（大正13年）8月21日 – 2005年（平成17年）5月5日）は、昭和期の教育者、労働運動家、政治家。参議院議員。

## 経歴
神奈川県出身。1944年（昭和19年）神奈川師範学校を卒業した。横浜市立中和田小学校教諭、同中和田中学校教諭を務めた。横浜市教職員組合書記長に就任し、1955年（昭和30年）神奈川県議会議員に選出され4期在任し、副議長も務めた。また、日本社会党神奈川県本部書記長、同執行委員長などを歴任した。
曽祢益の辞職に伴い1967年（昭和42年）2月に実施された第6回参議院議員通常選挙・神奈川県地方区補欠選挙に社会党公認で出馬して落選。1971年（昭和46年）6月の第9回通常選挙に出馬して初当選。1977年（昭和52年）7月の第11回通常選挙で再選され、参議院議員に連続2期在任した。この間、参議院公害対策及び環境保全特別委員長、同建設委員長、首都圏整備審議会委員、日本ユネスコ国内委員会委員、検察官適格審査会委員、社会党国会対策副委員長、同政策審議会副会長、同参議院議員副会長などを務めた。その後、第13回通常選挙に立候補したが落選した。
また、神奈川県社会文化会館理事長に就任した。
2005年（平成17年）5月5日、肺炎のため神奈川県茅ヶ崎市の病院で死去、80歳。死没日をもって旭日重光章追贈、従四位に叙される。